# Хлебозавод Шульце
Хлебозавод Шульце (англ. Schulze Baking Company Plant) ― хлебозавод на юге Чикаго, существовавший в период 1914—2004 годов под управлением фирмы Schulze Baking Company (в 2013 году переименованной в Hostess Hands). Продукция выпускалась под маркой «Butternut Bread». Был расположен на Гарфилд-булевард между старейшим парковым комплексом в США Чикаго-Парк-Дистрикт и магистралью Дэн-Райан.

## Корпус
Пятиэтажный производственный корпус предприятия основанием 91×49 м считается архитектурной достопримечательностью и включён в Национальный реестр исторических мест США. Построен в 1913—1914 годах по проекту архитектурной фирмы John Ahlschlager & Son.
Фасад здания выполнен из терракоты, на которую был нанесён орнамент в духе работ Луиса Салливана; на карнизе, украшенном лиственным орнаментом и розетками, синими буквами было написано название компании. Перекрытия здания выполнены из железобетона.
Через несколько лет после закрытия предприятия, в 2016 году, корпус приобрёл профессиональный застройщик Гиан Форман, перестроивший здание под центр обработки данных. После реконструкции здание изменилось: декор был демонтирован, фасад был покрашен в бежевый и бордовый цвета.